# Feldgradienten-NMR
Feldgradienten-NMR (abgekürzt häufig PFG-NMR von englisch pulsed-field-gradient nuclear magnetic resonance) ist eine spezielle Technik der Kernspinresonanzspektroskopie (NMR-Spektroskopie).
Sie ist als Kontrastmechanismus auch die Grundlage für die Ortsauflösung in der Magnetresonanztomographie (MRT) und der Diffusions-Tensor-Bildgebung; letztere wird etwa zur Diagnose von Hirnschädigungen durch Schlaganfall genutzt.

## Funktionsweise
Während in der gewöhnlichen NMR-Spektroskopie in einem homogenen Magnetfeld {\displaystyle B_{0}} Signale als Funktion der Frequenz, also energieaufgelöst, gemessen werden, verwendet man in der Feldgradienten-NMR bewusst inhomogene Magnetfelder.
Dies geschieht, indem durch zusätzliche Magnetfeldspulen lineare Feldgradienten bekannter Größe erzeugt und dem Hauptfeld {\displaystyle B_{0}} überlagert werden.
Somit ergibt sich ein örtlich variierendes Magnetfeld {\displaystyle B_{0}(x,y,z)}, in dem die Resonanzfrequenz {\displaystyle \omega _{0}} eines Kerns beschrieben ist durch eine bekannte Funktion {\displaystyle \omega _{0}(x,y,z)} der Position des Kerns im Magnetfeld.
Auf diese Weise ist es möglich, ortsaufgelöste NMR-Experimente durchzuführen, wobei man örtliche Informationen erhalten kann, z. B. die Position oder die räumliche Verschiebung „NMR-sichtbarer“ (meist wasserstoffhaltiger) Teilchen.
Zur Erzeugung des Gradienten in Richtung des Hauptfeldes werden Maxwell-Spulen verwendet, senkrecht dazu Golay-Spulen.
Man unterscheidet:
- die Methode statischer Feldgradienten (SFG): der Magnetfeldgradient liegt die ganze Zeit an
- die Methode gepulster Feldgradienten (PFG) der Magnetfeldgradient wird nur in Form kurzer Impulse geschaltet.

Letztere ist apparativ aufwändiger, hat aber den Vorteil deutlich höherer Signalintensitäten und einfacher interpretierbarer Signalverläufe.

## Anwendungen
Die PFG-NMR dient neben den Bildgebungsverfahren vor allem zur Messung von Ortsveränderungen der beobachteten Teilchen während einer einstellbaren Zeit. Dabei wird in einem Spin-Echo-Experiment die Bewegung von Molekülen relativ zum örtlich variierenden Magnetfeld gemessen, und zwar:
- bei Selbstdiffusionsvorgängen über eine Abschwächung des NMR-Signals
- bei gerichteten Fließbewegungen über eine Phasenverschiebung.

### Selbstdiffusionsvorgänge
Im Gegensatz zu anderen Messverfahren für Selbstdiffusionskoeffizienten kommt die Feldgradienten-NMR ohne spezielle Tracersubstanzen aus und kann deshalb auch zu zerstörungsfreien Messungen in porösen Materialien eingesetzt werden.
Außerdem kann die Beobachtungszeit variiert werden, über die die Diffusionsverschiebung gemessen wird (üblicherweise von einigen Millisekunden bis zu einigen Sekunden). Aus der Abhängigkeit des gemessenen Diffusionskoeffizienten von der Beobachtungszeit können Rückschlüsse auf die Struktur des Systems gezogen werden (z. B. durch Auswertung der anomalen Diffusion bei einem Porensystem). Somit spielt die PFG-NMR eine herausragende Rolle in geologischen Anwendungen und insbesondere in der Erdölindustrie bei der nicht-invasiven Bestimmung von Porengrößen und -formen in unterschiedlich porösen Gesteinen und Sedimenten.

### Fließvorgänge
Während Diffusion eine inkohärente translatorische Bewegung von Teilchen ist, sind Fließbewegungen kohärent. Auch sie können mit den gleichen PFG-NMR-Methoden studiert werden, z. B. Blutfluss-Messungen oder on-line-Flussmessungen in verfahrenstechnischen Anlagen mit der PFG-Spin-Echo-Methode.
Die Messung der kohärenten Bewegung elektrisch geladener Teilchen (Ionen, geladene Makromoleküle) wird in der „Elektrophoretischen NMR“ (ENMR) durchgeführt, wo Wanderungsgeschwindigkeiten bzw. Beweglichkeiten dieser Teilchen im elektrischen Feld bestimmbar werden. Hier wird also das PFG-NMR-Experiment in Anwesenheit eines elektrischen Stromes in der untersuchten Probe durchgeführt. Interessant ist dabei, dass in komplexen Gemischen verschiedener geladener Teilchen die Teilchen einer bestimmten Sorte durch die Selektivität der NMR gezielt verfolgt werden können. Die elektrophoretische NMR kann daher u. a. zum Studium des Ladungstransports durch Membranen in Brennstoffzellen und zur Messung der elektrischen Ladung bestimmter Makromoleküle (Polyelektrolyte) eingesetzt werden.